# Петропавловка (Миякинский район)
Петропавловка (баш. Петропавловка) — деревня в Миякинском районе Республики Башкортостан Российской Федерации. Входит в состав Качегановского сельсовета. 

## География

### Географическое положение
Расстояние до:
- районного центра (Киргиз-Мияки): 29 км,
- центра сельсовета (Качеганово): 9 км,
- ближайшей ж/д станции (Аксёново): 72 км.

## Население
| 2002 | 2009 | 2010 |
| ---- | ---- | ---- |
| 75   | ↗81  | ↘46  |

Национальный состав
Согласно переписи 2002 года, преобладающая национальность — русские (75 %).